# Érize-Saint-Dizier
Érize-Saint-Dizier är en kommun i departementet Meuse i regionen Grand Est (tidigare regionen Lorraine) i nordöstra Frankrike. Kommunen ligger i kantonen Vavincourt som tillhör arrondissementet Bar-le-Duc. År 2022 hade Érize-Saint-Dizier 193 invånare.

## Befolkningsutveckling
Antalet invånare i kommunen Érize-Saint-Dizier
| Referens: INSEE |